# Peugeot 406
La Peugeot 406 est une berline conçue par le constructeur automobile français Peugeot, produite du 19 octobre 1995 au 15 avril 2004. Elle est fabriquée sur le site historique de la marque, l'usine de Sochaux.
La 406 succède à la Peugeot 405, et sa commercialisation débute le 19 octobre 1995. Elle existe avec trois types de carrosserie : berline, break (à partir d'octobre 1996) et coupé (Peugeot 406 Coupé, à partir de mai 1997).
La 406 V6 possède un nouveau moteur V6 24 soupapes PSA-Renault à 60 degrés (ES 9) remplaçant au sein du groupe PSA l'antique PRV à 90 degrés. Toutes les 406 adoptent un train arrière multibras.
Les prestations routières ainsi que la ligne classique et élégante ont largement contribué au succès de cette familiale. Peugeot a annoncé avoir vendu plus de 1,6 million de voitures du modèle 406 , et la 406 a reçu le prix de la plus belle voiture de l'année en 1995.
La 406 est aussi connue pour être un modèle de robustesse remarquable, particulièrement avec le moteur 2.0 HDi, ainsi il n'est pas rare que des exemplaires dépassent les 400 voir 500 000 km. 
Elle a été remplacée en 2004 par la Peugeot 407. Elle reste néanmoins produite en CKD au Nigeria et en Égypte, jusqu'en 2008 ,.

## Historique

### Conception et développement

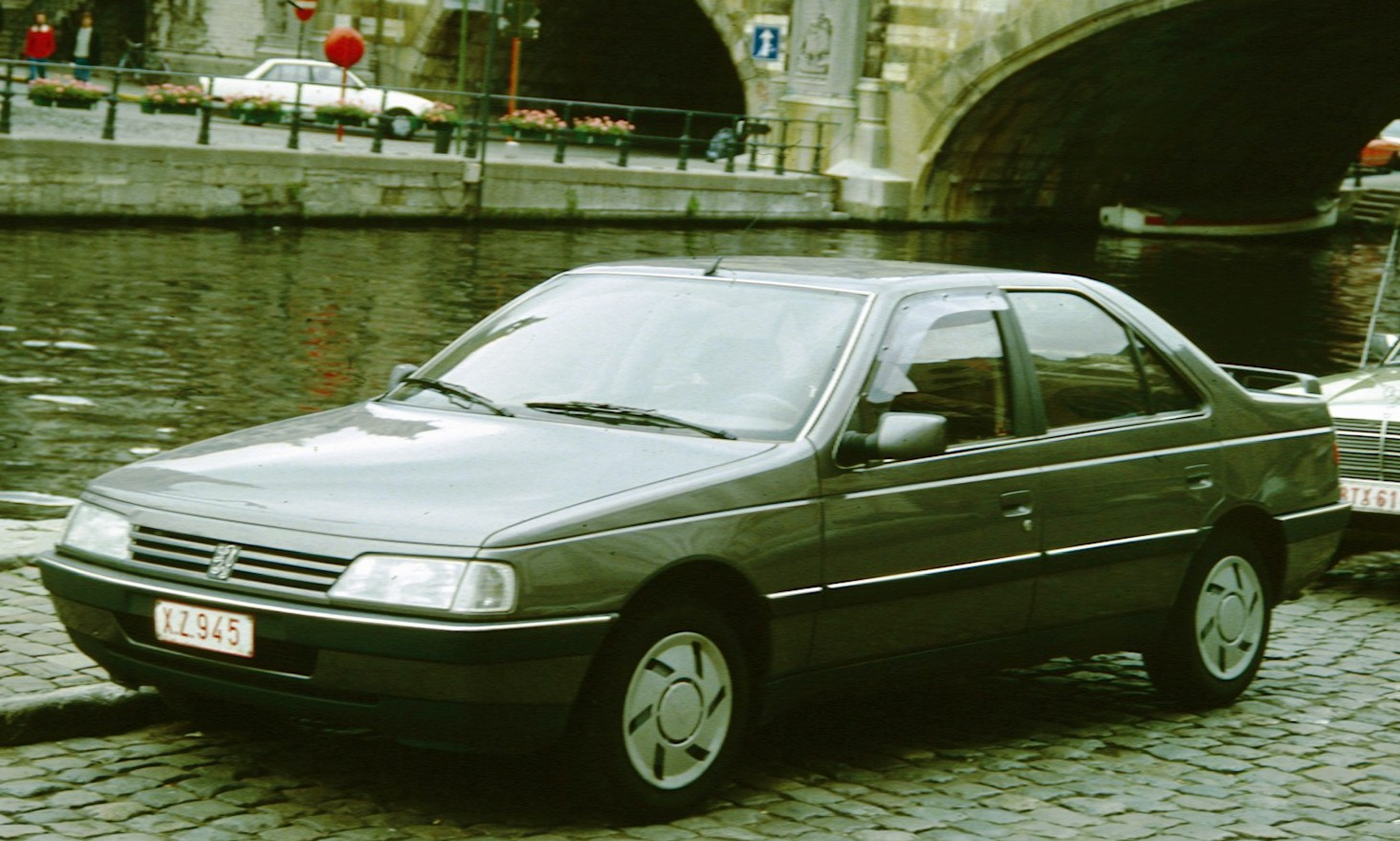
La Peugeot 405, prédécesseure de la 406.

Au début des années 1990, Peugeot investit dans le « projet D8 », afin de remplacer la Peugeot 405. Le but du projet de base est de conserver les traits esthétiques qui ont fait la renommée de sa devancière, mais dans un style densifié. L'équipe de Gérard Welter, président du design chez Peugeot à cette époque, cherche au début à concevoir une berline tricorps tout en apportant une attention particulière aux proportions et à l'équilibre général des formes. À la demande d'ajouter davantage d'habitabilité, des modifications sont apportées, altérant cet équilibre des proportions initiales. À contre-courant du cahier des charges, une maquette plus basse, sportive et racée est élaborée, rappelant l'esthétique dynamique des productions de BMW, selon Gérard Welter. Cette démarche captive alors l'attention de Roland Peugeot, président du conseil du Groupe PSA, qui approuve cette approche alternative. Au total, le développement de la future berline représente investissement de 5,7 milliards de francs pour Peugeot.
Parallèlement, Peugeot confie au carrossier Pininfarina le développement de la Peugeot 406 Coupé, depuis 1992. Même si le coupé est conçu comme un modèle totalement à part, les deux partagent le même empattement, le même châssis, les mêmes motorisations et la plupart des composants mécaniques. Les équipes de Peugeot et de Pininfarina doivent donc communiquer tout au long du processus de conception de la berline.

### Phase 1 (19 octobre 1995/mars 1999)
À partir de mars 1998, la 406 inaugure pour certaines motorisations (2 litres) la nouvelle boîte de vitesses automatique AL4 à quatre rapports, à gestion électronique, en remplacement du modèle 4 HP 20 de ZF. Elle a été la première étudiée par Renault et PSA pour se créer une indépendance économique par rapport à ZF qui fournit cependant la boîte automatique de la motorisation V6. La boîte AL4 est auto-adaptative, c'est-à-dire qu'elle réagit et s'adapte au comportement du conducteur grâce à un calculateur fonctionnant en logique floue. L'essuie-glace arrière était proposé en option.

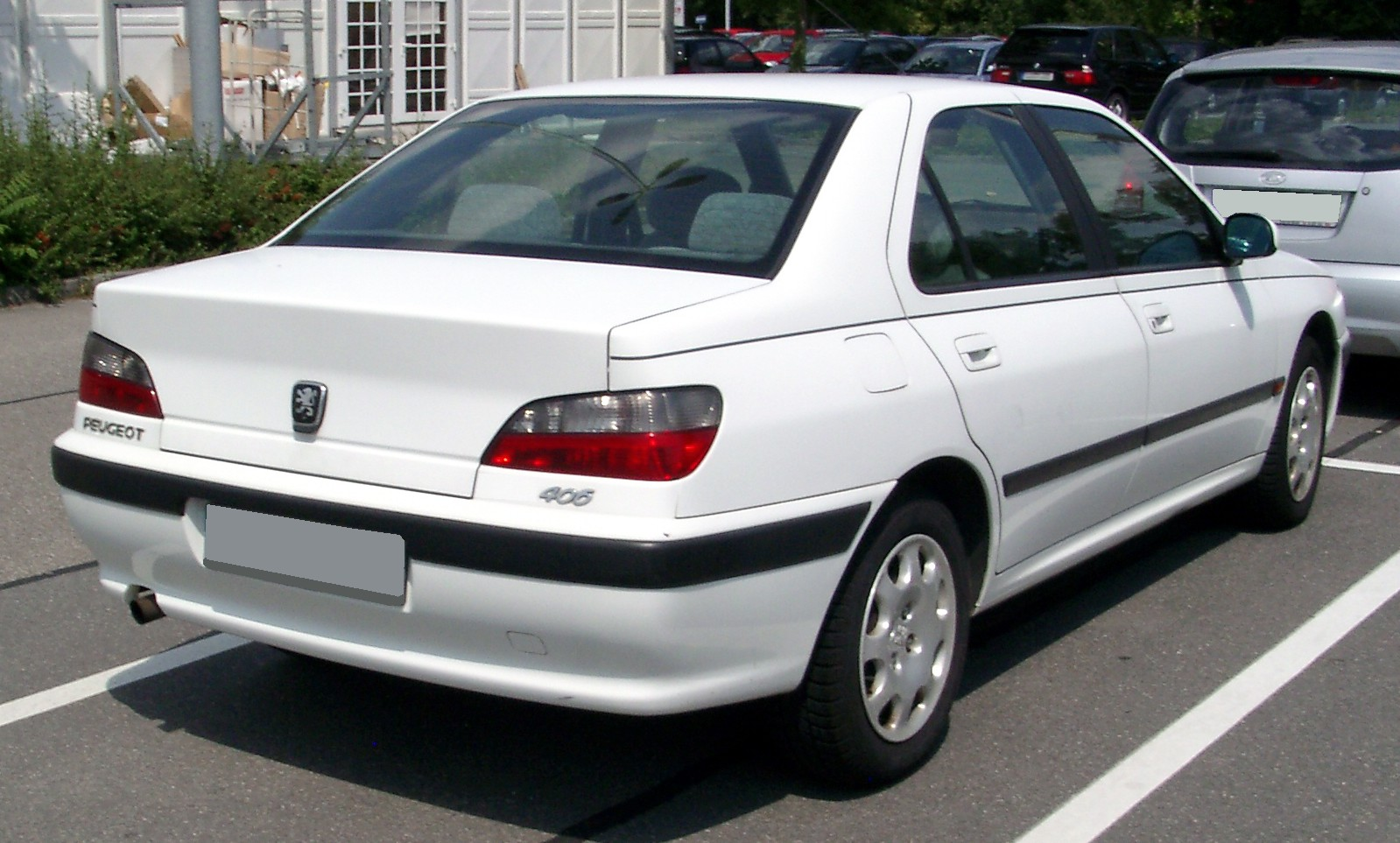
Peugeot 406 phase I berline

### Phase 2 (mars 1999/juin 2004,octobre 2005pour le coupé)

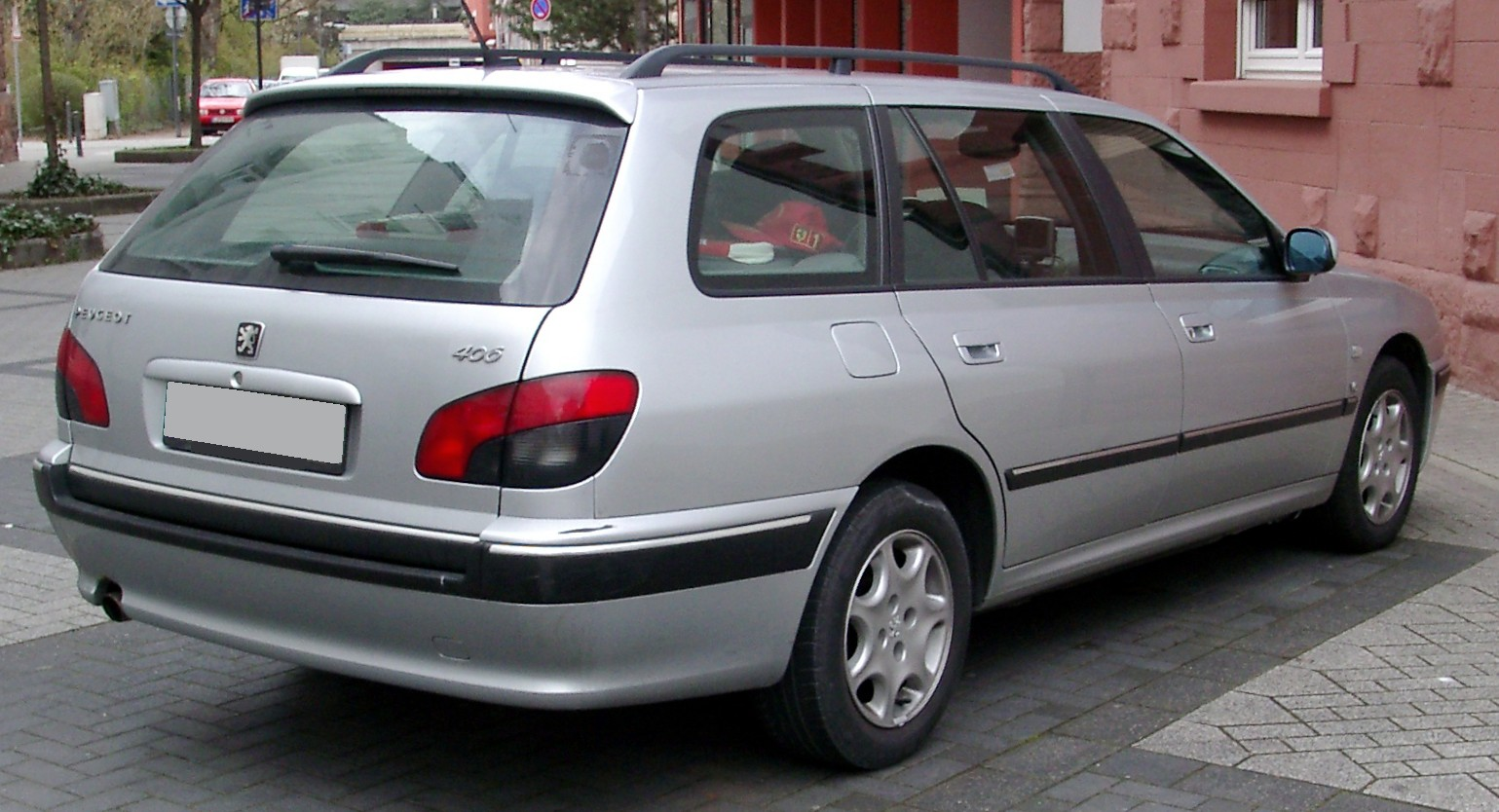
Peugeot 406 phase II break

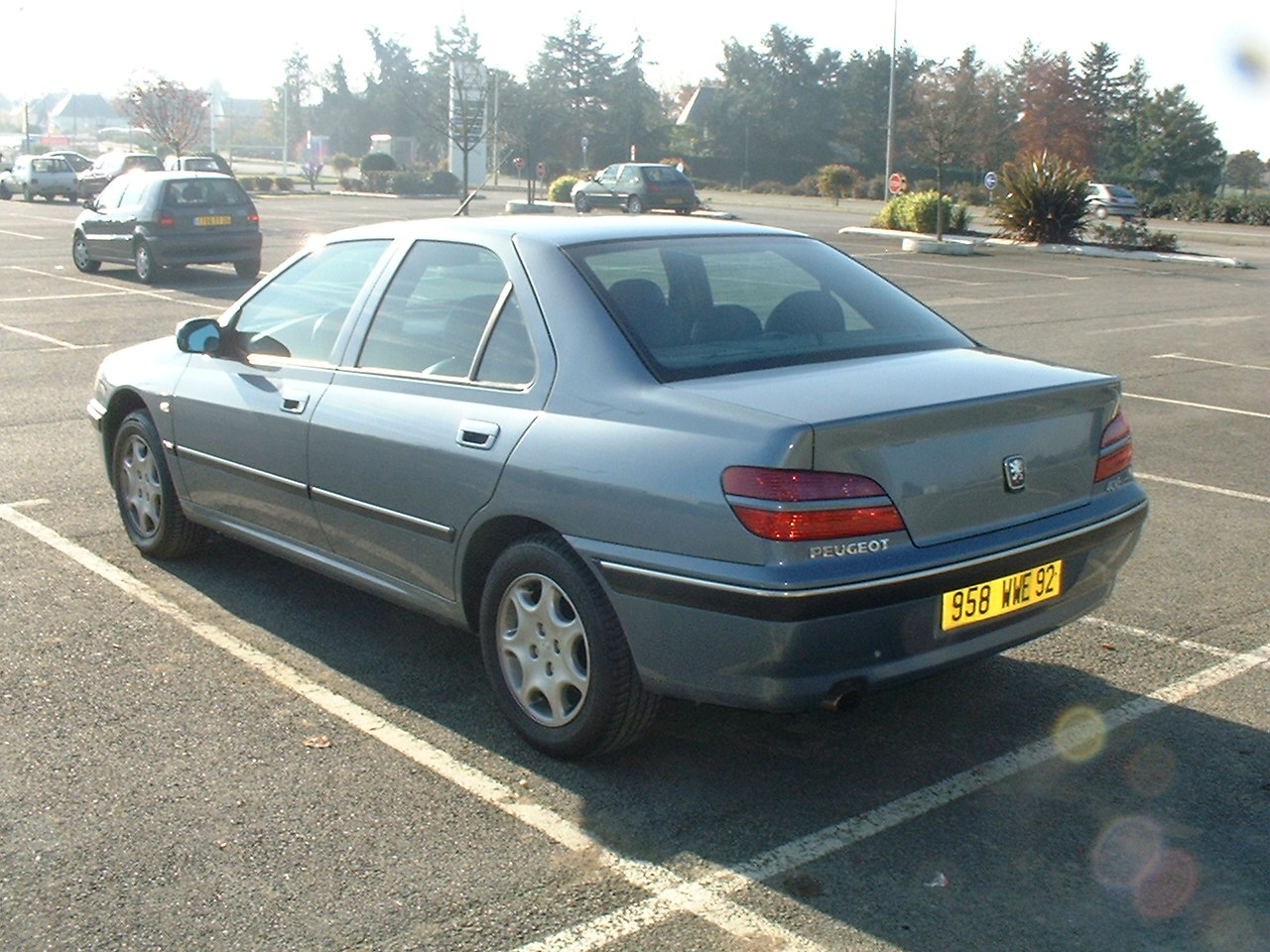
Peugeot 406 phase II berline

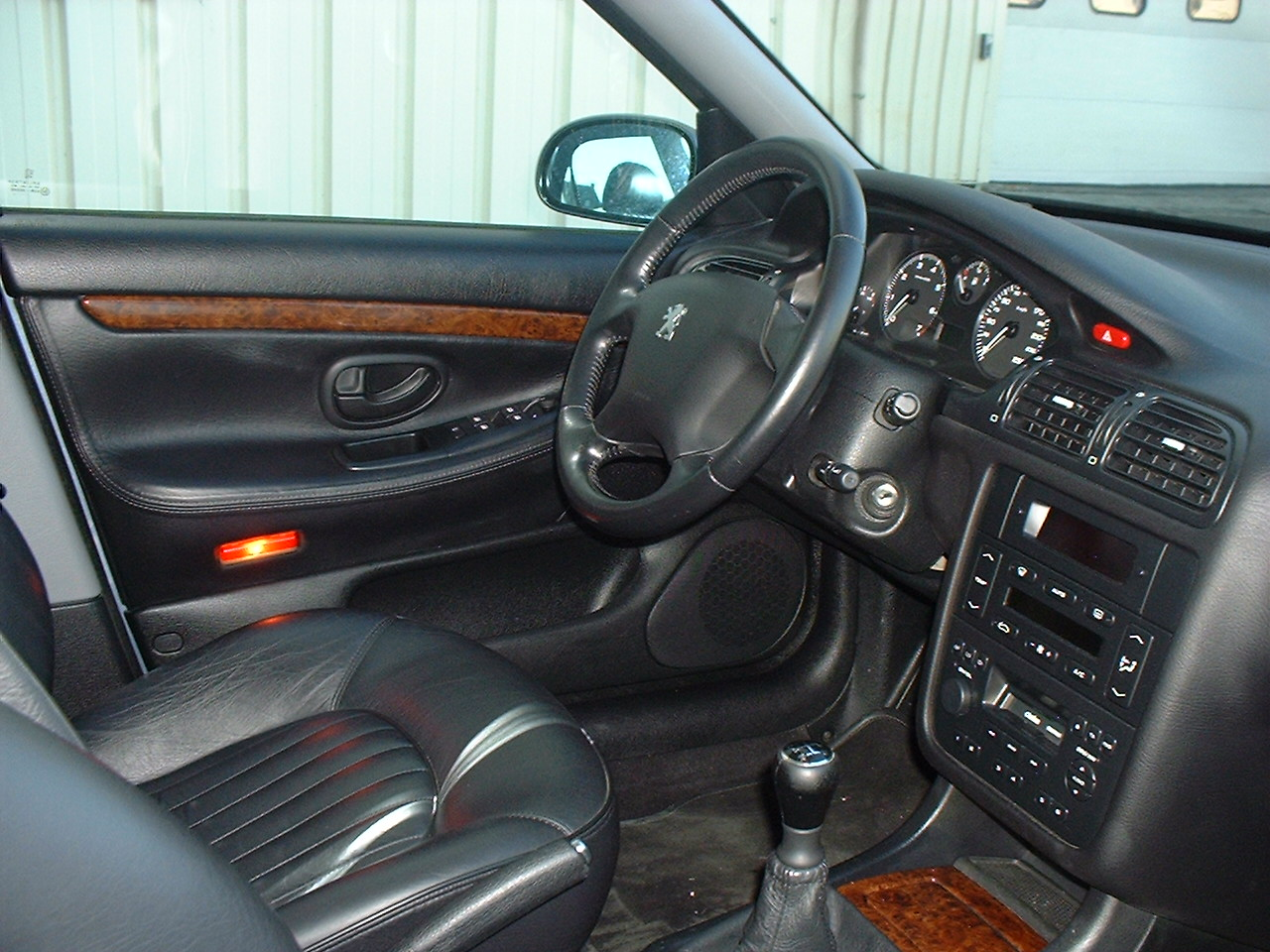
Peugeot 406 phase II

En février 1999, la 406 est restylée. Les modifications apportent une touche d'élégance à la berline : la face avant affinée, se voit dotée de phares plus étirés, à glace lisse avec ampoules réflecteurs en remplacement des phares striés et semi-opaques de la version précédente, ainsi qu'une calandre nid d'abeille, les feux arrière adoptent des inserts couleur carrosserie et le couvercle de la malle n'est plus concave mais devient convexe. La console centrale de la planche de bord est légèrement modifiée. 
Dans le même temps, elle reçoit trois nouveaux moteurs : un 2 litres 16 soupapes essence en aluminium (EW10J4), un 2.2 litres 16 soupapes (EW12J4) et l'évolution 90 ch du 2 litres Diesel HDi (DW10TD). l'option essuie-glace arrière a été supprimée.

En juillet 2001, le multiplexage permet de nouvelles fonctions électriques comme l'allumage automatique des feux de croisement.

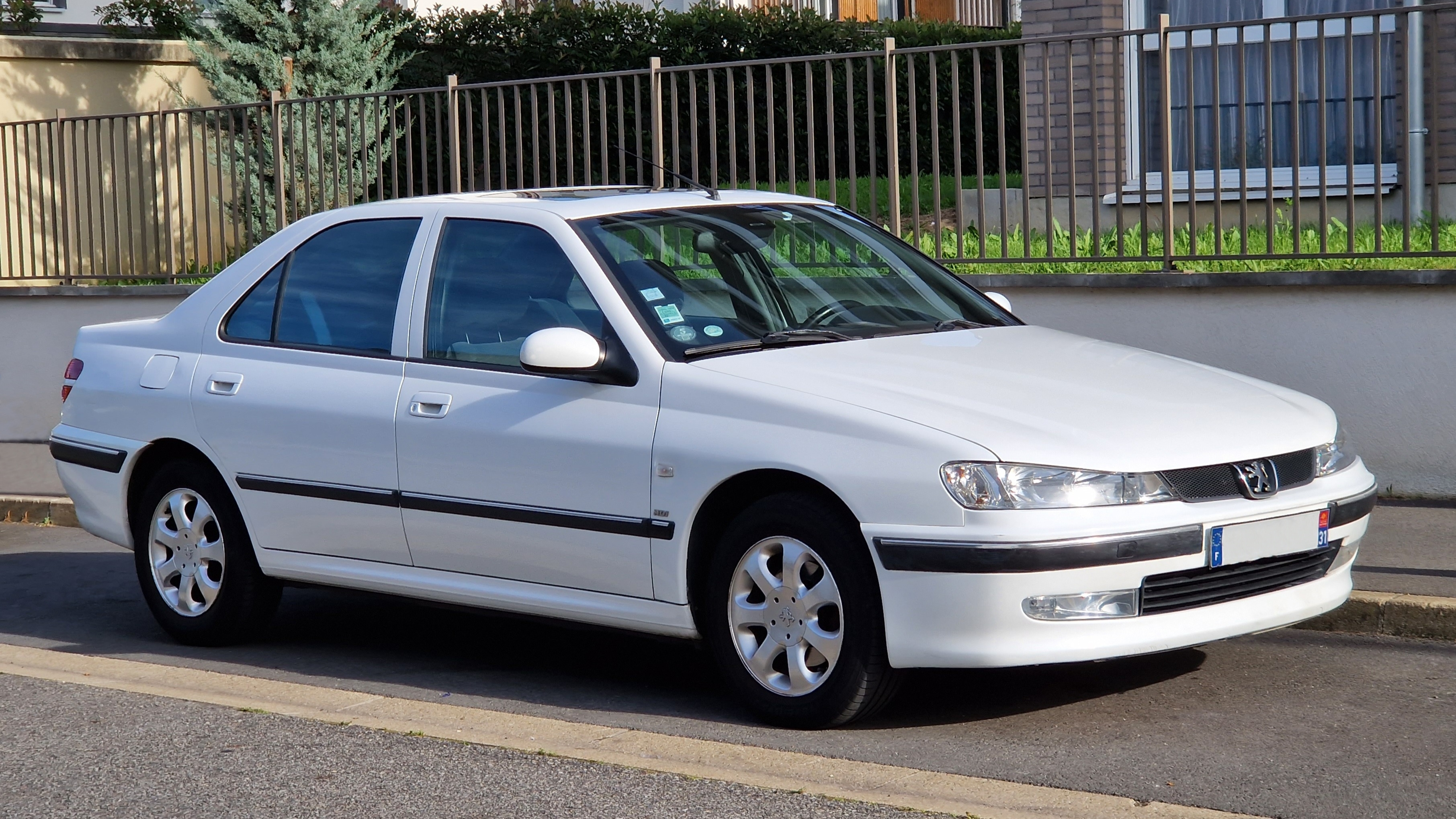
Peugeot 406 phase II berline

## Caractéristiques

### Motorisations
| Modèle et boîte                                      | Moteur                           | Cylindrée         | Performance                    | Couple                 | 0 à 100 km/h                  | Vitesse maximale                  | Consommation et émissions de CO2   |
| ---------------------------------------------------- | -------------------------------- | ----------------- | ------------------------------ | ---------------------- | ----------------------------- | --------------------------------- | ---------------------------------- |
| Peugeot 406 1.6 90 (boîte méca. 5)                   | 4 cylindres en ligne XU5 M3/Z    | 1 587 cm3 (1,6 L) | 66 kW (90 ch) à 6 000 tr/min   | 130 N m à 2 600 tr/min | 15,3 s                        | 175 km/h                          | 8,5 L/100 km                       |
| Peugeot 406 1.8 90 (boîte méca. 5)                   | 4 cylindres en ligne XU7 JB      | 1 761 cm3 (1,8 L) | 66 kW (90 ch) à 5 000 tr/min   | 148 N m à 2 600 tr/min | 14,6 s                        | 181 km/h                          | 8,4 L/100 km                       |
| Peugeot 406 1.8 112 (boîte méca. 5 ou auto. 4)       | 4 cylindres en ligne XU7 JP4     | 1 761 cm3 (1,8 L) | 82 kW (112 ch) à 5 500 tr/min  | 155 N m à 4 250 tr/min | 12,5 s                        | 190 km/h                          | 8,4 L/100 km 207 g/km              |
| Peugeot 406 1.8 117 (boîte méca. 5 ou auto. 4)       | 4 cylindres en ligne EW7 J4      | 1 749 cm3 (1,8 L) | 85 kW (116 ch) à 5 500 tr/min  | 160 N m à 4 000 tr/min | Méca. : 11,3 s Auto. : 14,6 s | 193 km/h                          | 8 L/100 km 182 g/km                |
| Peugeot 406 Coupé 2.0 135 (boîte méca. 5 ou auto. 4) | 4 cylindres en ligne XU10J4R RFV | 1 998 cm3 (2,0 L) | 99 kW (135 ch) à 5 500 tr/min  | 180 N m à 4 200 tr/min | Méca. : 11,9 s Auto. :12,3 s  | 203 km/h                          | 8,3 à 8,6 L/100 km 233 et 259 g/km |
| Peugeot 406 2.0 HPI 140 (boîte méca. 5)              | 4 cylindres en ligne EW10 A      | 1 997 cm3 (2,0 L) | 103 kW (140 ch) à 6 000 tr/min | 192 N m à 4 000 tr/min | 9,9 s                         | 210 km/h                          | 7,5 L/100 km 177 g/km              |
| Peugeot 406 2.0 150 (boîte méca. 5)                  | 4 cylindres en ligne XU10 J2CTE  | 1 998 cm3 (2,0 L) | 108 kW (147 ch) à 5 300 tr/min | 235 N m à 2 500 tr/min | 10,3 s                        | 210 km/h                          | 9,8 L/100 km 233 g/km              |
| Peugeot 406 2.2 (boîte méca. 5)                      | 4 cylindres en ligne EW12J4 3FZ  | 2 230 cm3 (2,2 L) | 116 kW (158 ch) à 5 650 tr/min | 217 N m à 3 900 tr/min | 9,7 s                         | 218 km/h                          | 8,8 L/100 km 210 g/km              |
| Peugeot 406 3.0 194 (boîte méca. 5 ou auto. 4)       | 6 cylindres en V ESL9J4 XFZ      | 2 946 cm3 (3,0 L) | 140 kW (190 ch) à 5 500 tr/min | 267 N m à 4 000 tr/min | Méca. : 7,9 s Auto. : 9,6 s   | Méca. : 235 km/h Auto. : 230 km/h | 10,9 à 11 L/100 km 260 et 264 g/km |
| Peugeot 406 3.0 210 (boîte méca. 5 ou auto. 4)       | 6 cylindres en V ESL9J4S XFX     | 2 946 cm3 (3,0 L) | 152 kW (207 ch) à 6 000 tr/min | 285 N m à 3 700 tr/min | Méca. : 7,8 s Auto. : 9,5 s   | Méca. : 240 km/h Auto. : 232 km/h | 10 à 10,4 L/100 km 238 et 248 g/km |

| Modèle et boîte                                        | Moteur                         | Cylindrée         | Performance                   | Couple                 | 0 à 100 km/h | Vitesse maximale | Consommation et émissions de CO2 |
| ------------------------------------------------------ | ------------------------------ | ----------------- | ----------------------------- | ---------------------- | ------------ | ---------------- | -------------------------------- |
| Peugeot 406 1.9 TD 75 (boîte méca. 5)                  | 4 cylindres en ligne XUD9 SD   | 1 905 cm3 (1,9 L) | 55 kW (75 ch) à 4 600 tr/min  | 125 N m à 2 500 tr/min | 17,9 s       | 164 km/h         | 7 L/100 km 186 g/km              |
| Peugeot 406 1.9 TD 90 (boîte méca. 5)                  | 4 cylindres en ligne XUD9 TE/Y | 1 905 cm3 (1,9 L) | 66 kW (90 ch) à 4 000 tr/min  | 196 N m à 2 250 tr/min | 14,5 s       | 177 km/h         | 6,9 L/100 km 183 g/km            |
| Peugeot 406 2.0 HDi 90 (boîte méca. 5)                 | 4 cylindres en ligne DW10 TD   | 1 997 cm3 (2,0 L) | 66 kW (90 ch) à 4 000 tr/min  | 205 N m à 1 900 tr/min | 13 s         | 180 km/h         | 5,7 L/100 km 150 g/km            |
| Peugeot 406 2.0 HDi FAP 110 (boîte méca. 5 ou auto. 4) | 4 cylindres en ligne DW10 ATED | 1 997 cm3 (2,0 L) | 80 kW (109 ch) à 4 000 tr/min | 250 N m à 1 750 tr/min | 11,7 s       | 191 km/h         | 5,5 L/100 km 150 g/km            |
| Peugeot 406 2.1 TD 110 (boîte méca. 5)                 | 4 cylindres en ligne XUD11 BTE | 2 088 cm3 (2,1 L) | 80 kW (109 ch) à 4 000 tr/min | 250 N m à 2 000 tr/min | 12,5 s       | 190 km/h         | 7,1 L/100 km 169 g/km            |
| Peugeot 406 2.2 HDi FAP 136 (boîte méca. 5)            | 4 cylindres en ligne DW12TED4  | 2 179 cm3 (2,2 L) | 98 kW (133 ch) à 4 000 tr/min | 314 N m à 2 000 tr/min | 10,2 s       | 205 km/h         | 6,4 L/100 km 168 g/km            |

## Évolutions mécaniques
Apparition en juin 2000 de la ST Pack Sport, avec moteur 2,2 16S (Essence 160 ch et Diesel 136 ch) et présentation sportive (jantes alliage 16", sièges mi-cuir...) avec pour la première fois sur le Diesel, un filtre à particule (F.A.P.) inventé par Peugeot, puis en 2002 de la version « Navtech OnBoard » avec GPS de série.
Le moteur 2.2 essence EW12J4 bénéficie du calage variable de l'admission qui lui permet d'avoir 85 % de son couple maxi (217 N m) entre 2 600 et 5 500 tr/min. Ainsi, le moteur est disponible d'un bout à l'autre de la course de l'accélérateur, permettant soit une conduite douce, souple, soit un comportement vif, suivant ce qu'on souhaite. Une réussite, qui maîtrise en plus sa consommation.
Cas concret de consommation sur le 1,8 16 V 112 ch (pneumatique : Michelin Energy Saver):
- Condition des essais : vitesse stabilisée, pente nulle, vent négligeable, T ext : 30 °C, climatisation automatique activée pour 23 °C ; trois personnes (250 kg) + bagages (50 kg)
- Consommation réelle à 130 km/h : 7,8 - 8,1 L (SP 95 ; en 5e à 3 700 tr/min)
- Consommation réelle à 110 km/h : 6,1 - 6,5 L (SP 95 ; en 5e à 3 200 tr/min)
- Consommation en montagne (tronçon barrage de Serre-Ponçon - col du Lautaret 60 km) : 12,3 L (SP95 ; en 3e - 4e, vitesse moyenne : 70 km/h)

À noter que toutes les 406 bénéficient d'un train avant de type pseudo-Mac Pherson inversé, précis, et d'un train arrière de type autodirectionnel, roue par roue. Amortisseurs à clapets fabriqués par Peugeot. La précision de conduite est très bonne, la tenue de route excellente, avec peu de roulis, et un train arrière qui participe activement dans les virages. Très bon compromis confort/tenue de route.
Une conduite vive, joueuse mais sûre, qui fait nettement mieux que la concurrence à l'époque. Le plaisir de conduite et le fameux "toucher de route" sont bien là.
Les versions 2.2 (Essence ou Diesel) bénéficient de l'assistance de direction variable, dépendant de la vitesse de rotation du moteur. Les versions V6 bénéficient de l'assistance de direction variable dépendant de la vitesse du véhicule, cependant pas vraiment plus agréable que celle des 2.2.
Enfin, les V6 reçoivent en option un amortissement piloté.
En avril 2003, refonte complète de la gamme, scindée en 2 pôles : « Sport » (Sport, Sport Pack) et « Confort » (Confort, Confort Pack). Compteurs à fond blanc, équipement très complet sur les versions Pack.

## Coupé

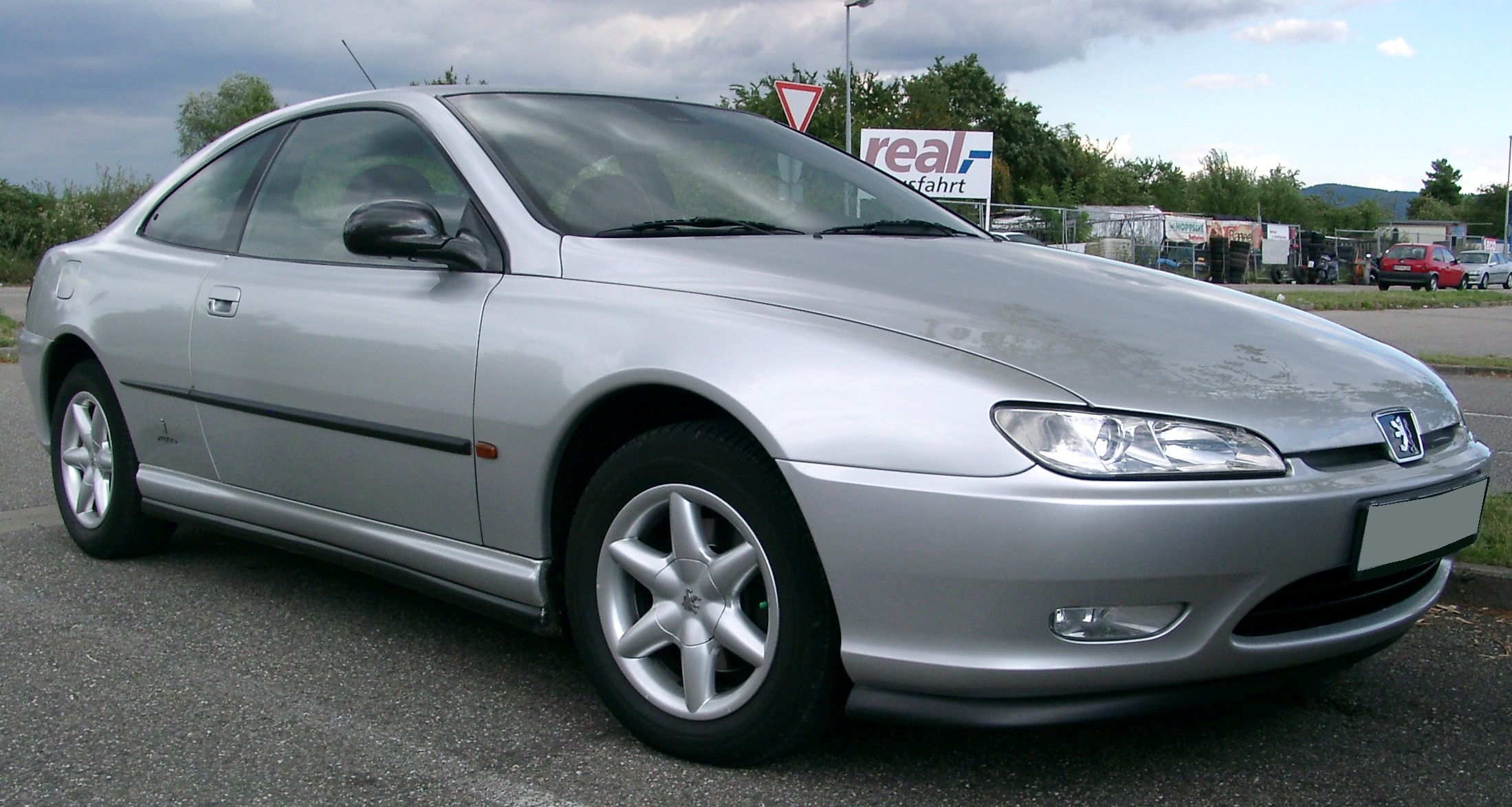
Peugeot 406 Coupé

La Peugeot 406 est déclinée en Peugeot 406 Coupé dessinée par le carrossier Pininfarina.

### Peugeot 406 Concept Toscana - 1996

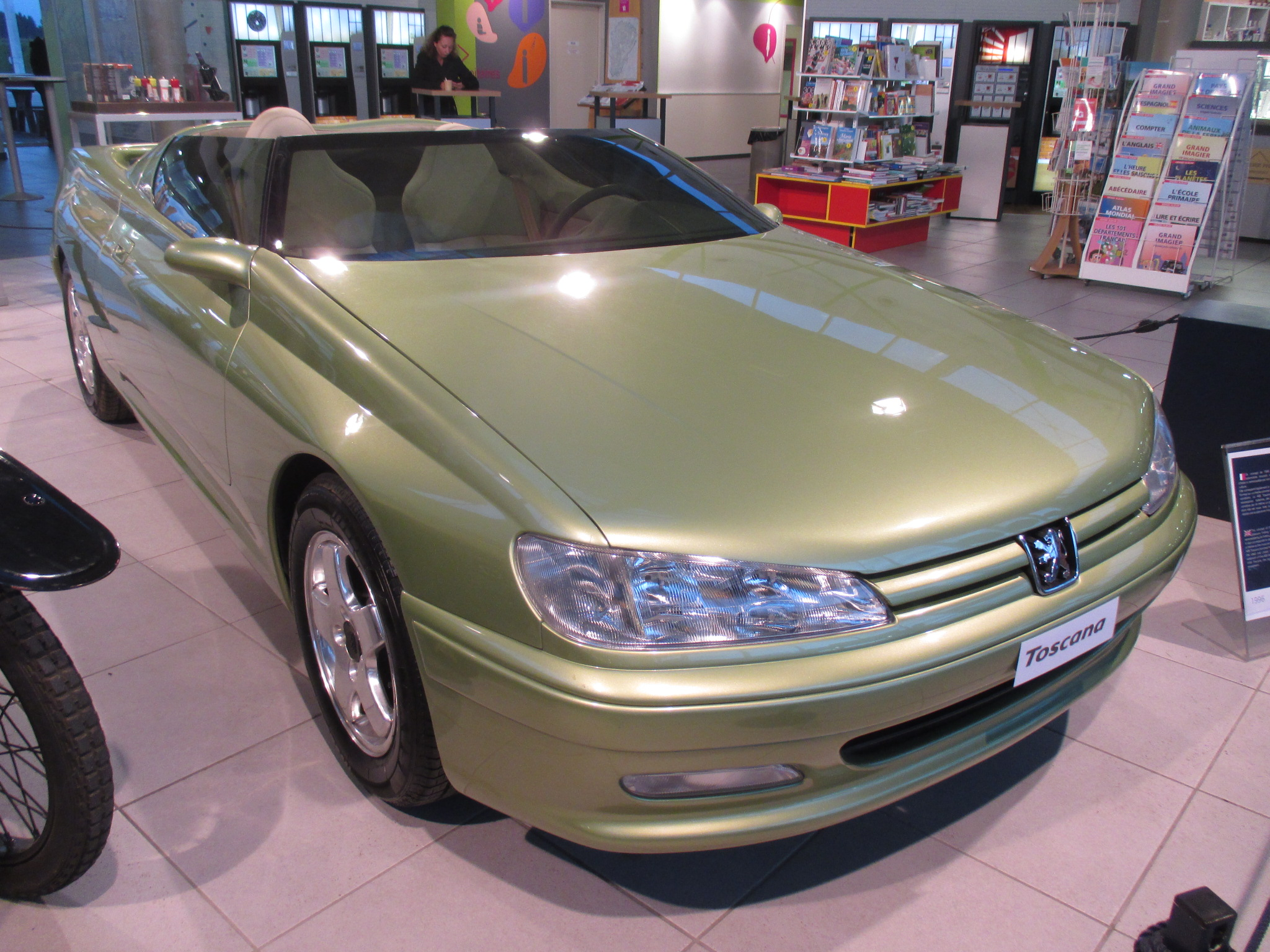
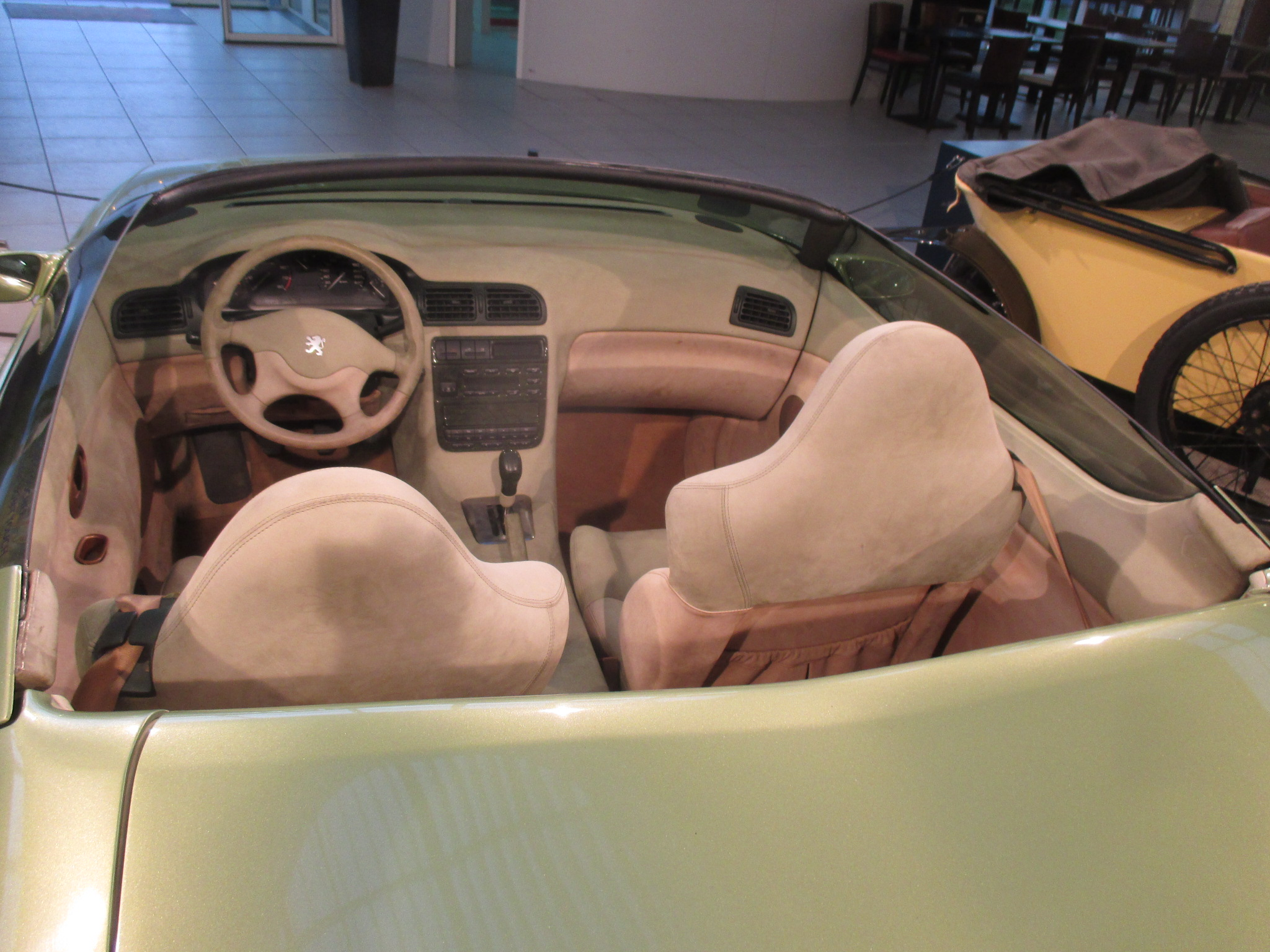
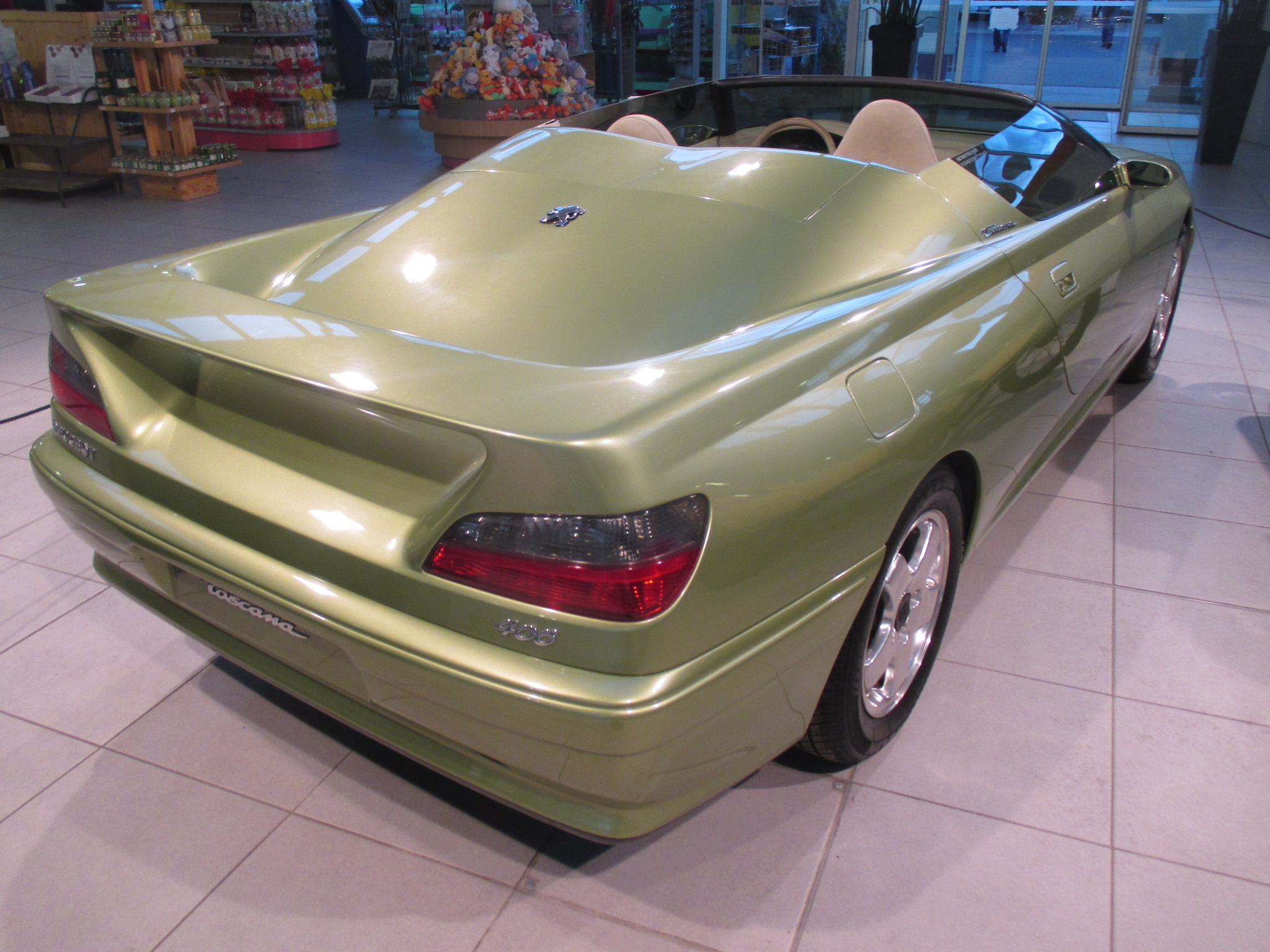

## 406 Supertourisme

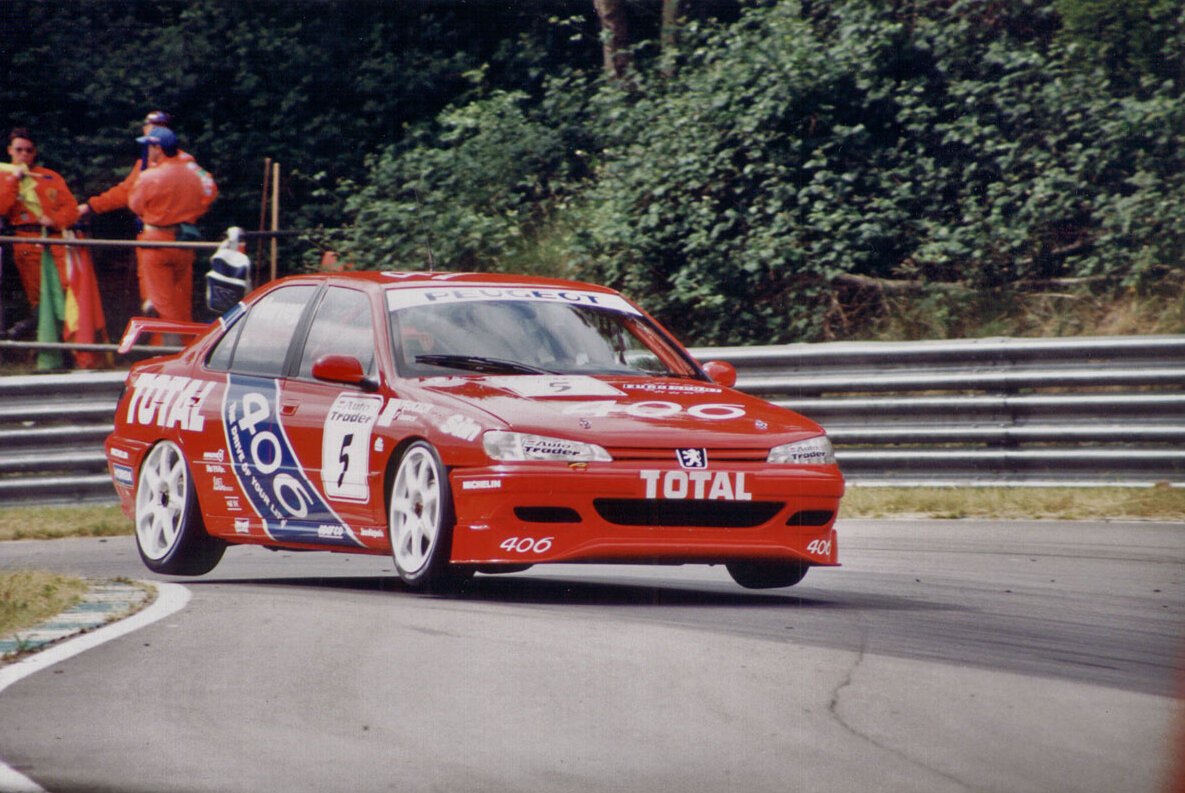
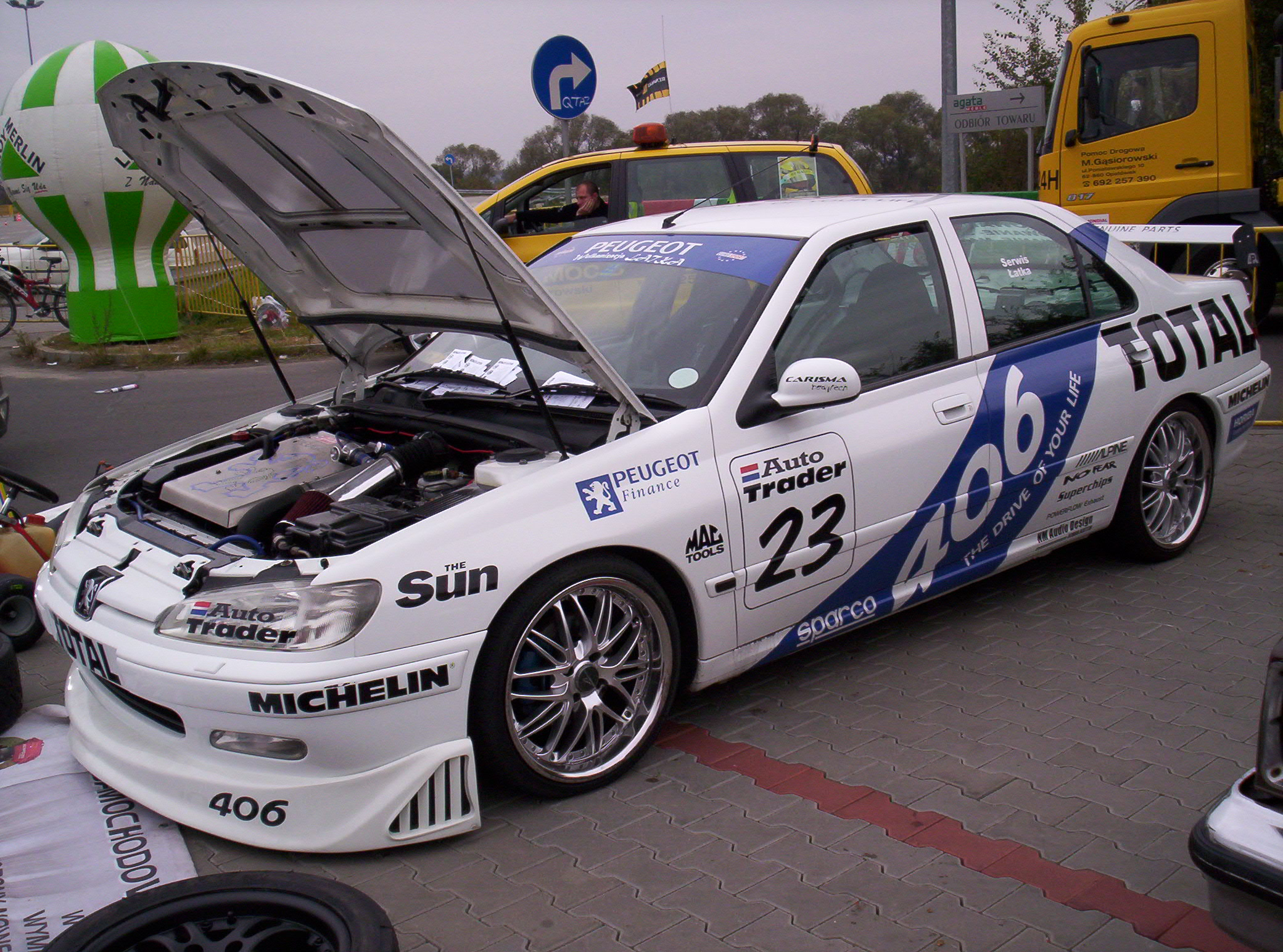

Titre obtenu : Champion de France de Supertourisme, en 1999 et 2000 avec William David.
La Peugeot 406 a également été utilisée dans différents championnats européens de Supertourisme tel que le STW en Allemagne, le BTCC au Royaume-Uni (1996-1998) et le Belgian Procar en Belgique (1996-1997).
Le pilote Français Laurent Aiello remporta le titre Pilote dans le championnat Allemand de Tourisme en 1997 et termina vice-champion en 1998 au volant d'une 406 Supertourisme. Malheureusement, contré par les BMW, Peugeot ne remportera pas le titre constructeur.
Peugeot se retira officiellement du championnat fin 98 pour se consacrer au rallye. Les 406 furent gérées par Gemo Sport en 99 et 2000.
La voiture était motorisée par un 4 cylindres 16 soupapes de 1 998 cm3 préparé chez Pipo Moteurs et développant 300 ch en 1996 et jusqu'à 315 ch en 1998.
Au total la 406 remporta quatre titres en Championnat de France de Supertourisme: 1999 et 2000 avec William David, puis 2002 et 2004 avec Soheil Ayari en version silhouette.
Le préparateur Belge Kronos Racing aligna une 406 dans le championnat Belgian Procar en 1996 et 1997 et termina cette année-là à la 3e place avec Vincent Radermacker.

## Dans la culture populaire

### Cinéma

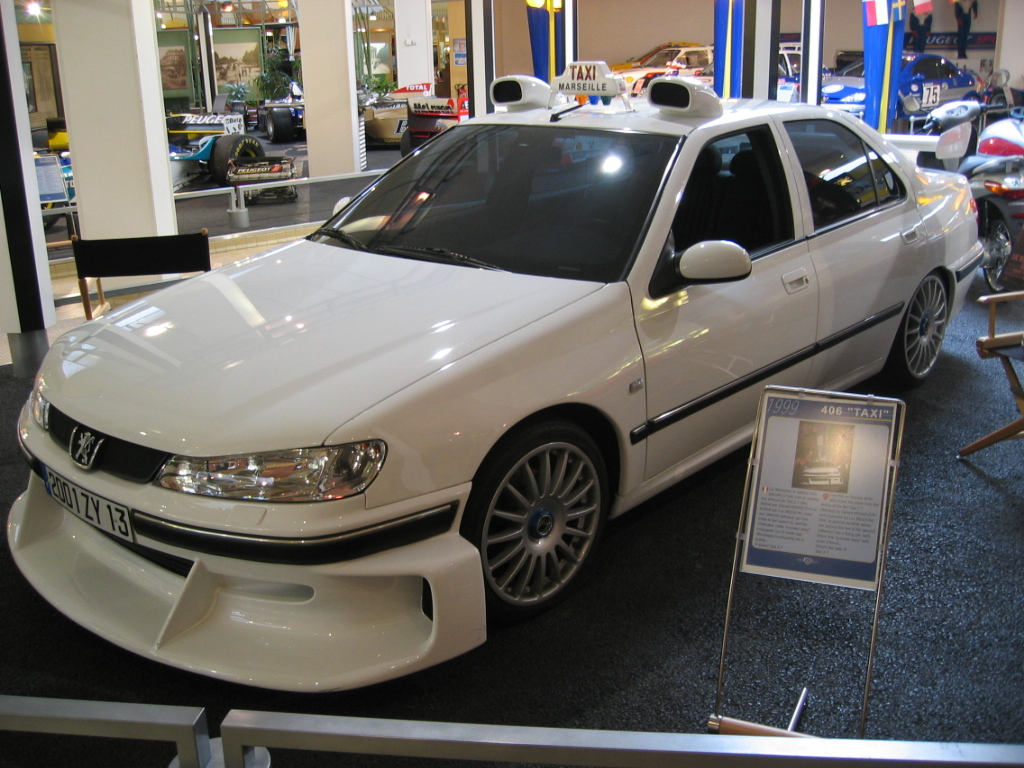
La 406 de Taxi 2, au Musée de l'Aventure Peugeot de Sochaux.

La 406 phase I est l'héroïne du film Taxi (1998), avec Samy Naceri et Frédéric Diefenthal. Ses suites, Taxi 2 (2000) et Taxi 3 (2003), utilisent la phase II. La 407 leur succède pour Taxi 4 (2007).
Une 406 apparaît également dans une course-poursuite du film Ronin (1998) de John Frankenheimer. C'est aussi le véhicule du personnage joué par Sergi López dans Une liaison pornographique (1999). Une 406 phase 2 peut être vue dans Mon meilleur ami (2006), avec Daniel Auteuil et Dany Boon.
On peut enfin découvrir une 406 coupé dans le film Le Boulet (2002), avec Benoît Poelvoorde et Gérard Lanvin. Elle permet à ce dernier d'échapper à la police durant une poursuite dans Paris.

### Télévision
La 406 est utilisée dans la série policière Julie Lescaut, en berline pour le commissaire Lescaut (Véronique Genest), et en break pour son collègue l'inspecteur N'Guma (Mouss Diouf). La version coupé apparaît quant à elle dans la saga de l'été (2002) L'Été rouge, avec Georges Corraface, Guy Marchand et Charlotte Kady.
Un break phase II gris métallisé peut enfin être vu dans la série Sœur Thérèse.com, où il est conduit par le comédien Martin Lamotte.

### Jeux vidéo
La 406 est aussi présente dans certains jeux vidéo :
- TOCA Touring Car Championship (406 BTCC de 1996)
- TOCA 2 Touring Cars (406 BTCC de 1996)
- TOCA World Touring Cars (406 Touring Car de 1996)
- TOCA Race Driver (406 coupé BTC-T)
- Gran Turismo 2 (406 berline de 1996 à 1999 ainsi que coupé)
- Gran Turismo 4, Gran Turismo (PSP) Gran Turismo 5, Gran Turismo 6 (406 coupé 3,0 L V6)
- Taxi 2 (406 berline phase II de 1999 à 2004)
- Taxi 3 (406 berline phase II de 1999 à 2004)